# Kabinett Wohleb II
Das Kabinett Wohleb II bildete vom 23. Januar bis zum 26. August 1948 die Landesregierung von Baden. Nachdem das Kabinett am 26. August aus Protest gegen die Fortsetzung von Demontagen durch die französische Besatzungsmacht geschlossen zurückgetreten war, blieb es bis zum 22. Februar 1949 geschäftsführend im Amt. Am 22. Februar 1949 wurde Wohleb mit knapper Mehrheit im Landtag wiedergewählt und regierte mit dem Kabinett Wohleb III weiter.
| Amt                          | Name | Partei | Partei |
| ---------------------------- | --- | ------ | ------ |
| Staatspräsident              | Leo Wohleb |        | CDU    |
| Inneres                      | Alfred Schühly | CDU    |        |
| Justiz                       | Hermann Fecht | CDU    |        |
| Kultus und Unterricht        | Leo Wohleb | CDU    |        |
| Finanzen                     | Wilhelm Eckert | CDU    |        |
| Landwirtschaft und Ernährung | Lambert Schill (bis 27. Januar 1948, geschäftsführend bis 14. Juli 1948) Alfons Kirchgässner (seit 14. Juli 1948) | CDU    |        |
| Wirtschaft und Arbeit        | Eduard Lais (seit 4. Februar 1948)                                                                                | CDU    |        |